# A scuola con papà
A scuola con papà (Back to School) è un film del 1986 diretto da Alan Metter. La pellicola, uscita nei cinema il 13 gennaio del 1986, ha incassato oltre 91 milioni di dollari.
La trama è incentrata sulle vicende di un padre che decide di tornare al college per solidarietà verso il figlio.

## Trama
Thornton Melon, proprietario di una ben avviata catena di magazzini "taglie forti", si iscrive alla Grand Lake University (regalando al Rettore una nuova facoltà) per seguire il figlio Jason, che è un isolato ed è sfiduciato. Thornton Melon non ha molta esperienza di scuole e non possiede alcun diploma, ma ne capisce tuttavia l'importanza e vuole aiutare il figlio che ama molto. Rivoluzionata la camera di Jason, si fa un sacco di amici tra gli allievi e rimbecca un altezzoso professore di economia aziendale (fidanzato di Diane Turner, la professoressa di letteratura inglese, con la quale trova tempo e modo per imbastire un flirt). Jason, galvanizzato dalla efficienza ed effervescenza paterna, si rincuora. La preparazione agli esami costa a Thornton una fatica terribile, ma riesce in ogni attività scolastica. Il trionfo lo avrà però sul campo, alla gara finale di nuoto, nella quale fa vincere la squadra cui appartiene insieme a Jason, con un tuffo spettacolare, da manuale. Poi tornerà agli affari ed alla sua frenetica attività di manager.